# Johann Christoph Adelung
Johann Christoph Adelung (Spantekow, 8 agosto 1732 – Dresda, 10 settembre 1806) è stato un linguista e poligrafo tedesco.
Suo nipote è stato il filologo e linguista Friedrich Adelung.

## Biografia
Nato a Spantekow, nell'ovest della pomerania , studia dapprima ad Anklam ,poi presso il monastero di Berge , Magdeburgo, e frequenta l'università di Halle. Nel 1795 diventa professore al ginnasio di Erfurt, dopo pochi ann però rinuncia alla sua posizione e si trasferisce a Lipsia dove si dedica alla filologia. Nel 1787 ricevette la nomina di bibliotecario principale dell'Elettore di Sassonia a Dresda, dove risiederà fino alla sua morte nel 1806.

### Opere
- 1774-86 – Versuch eines vollständigen grammatischkritischen Wörterbuches der hochdeutschen Mundart
- 1806-17 – Mithridates (con Johann Severin Vater, 4 volumi)